# Missanabie (Schiff)
Die Missanabie war ein 1914 in Dienst gestellter Transatlantikliner der kanadischen Reederei Canadian Pacific Line, der für die Beförderung von Passagieren und Fracht zwischen Kanada und Großbritannien eingesetzt wurde. Die Missanabie wurde 1918 von einem deutschen U-Boot vor Cork an der südirischen Küste versenkt.

## Das Schiff

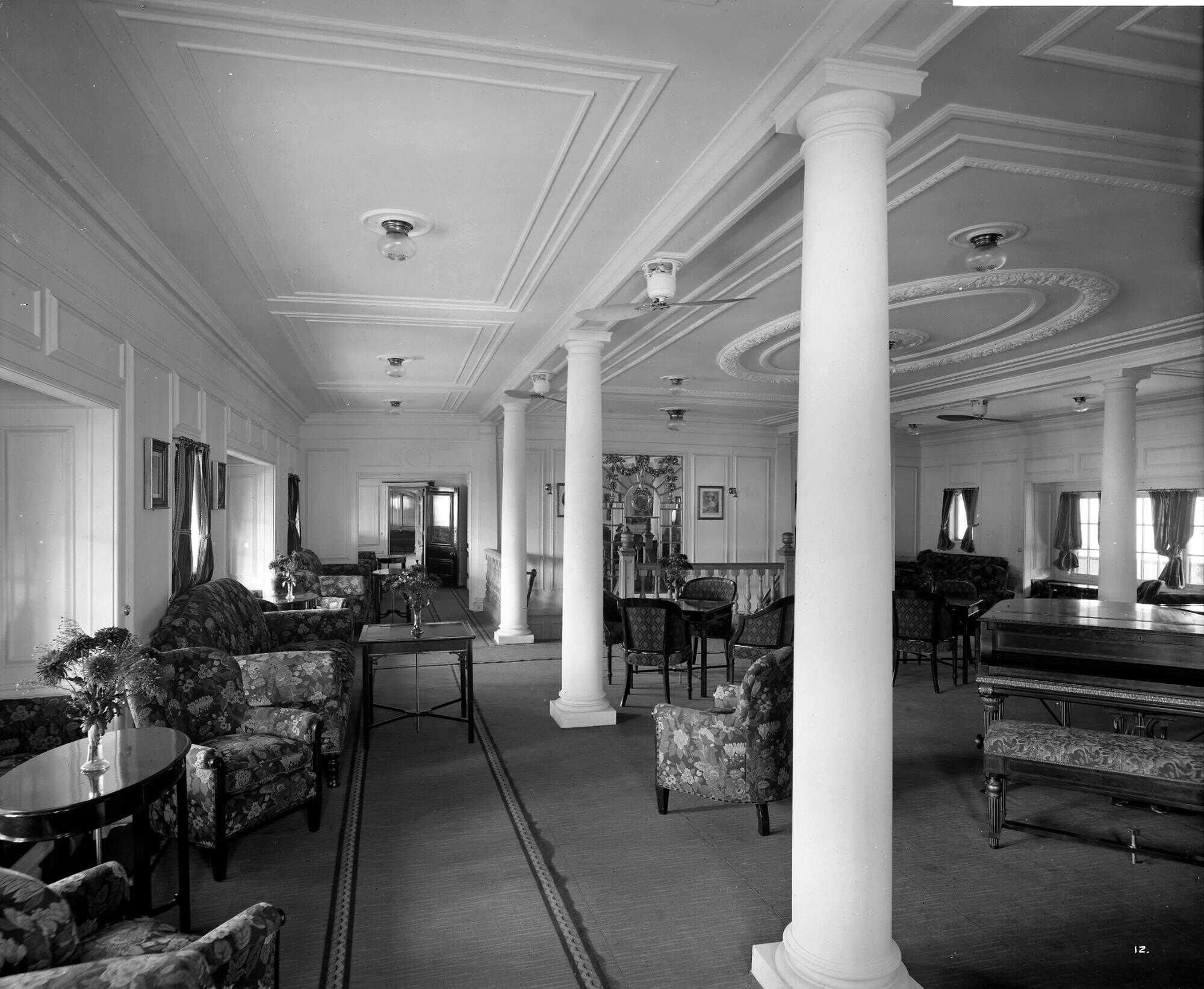
Die Lounge der Ersten Klasse (1914).

Das 12.469 BRT große Dampfschiff Missanabie wurde auf der Werft Barclay, Curle and Company im Glasgower Stadtteil Whiteinch gebaut und lief dort am 22. Juni 1914 vom Stapel. Getauft wurde es von Lady Eleanor Crerar Brown, der Ehefrau von Sir George McLaren Brown, dem Vorsitzenden der europäischen Agentur von Canadian Pacific und späteren Mitglied des Internationalen Olympischen Komitees. Der Name Missanabie wurde einem gleichnamigen Stamm der First Nations entlehnt. Die Missanabie hatte ein identisches Schwesterschiff, die Metagama (12.420 BRT), die am 19. November 1914 bei der gleichen Werft vom Stapel lief und 1915 fertiggestellt wurde.
Das 152,6 Meter lange und 10,4 Meter breite Passagier- und Frachtschiff Missanabie hatte zwei Masten, zwei Schornsteine und zwei Propeller. Es wurde mit zwei Vierfachexpansions-Dampfmaschinen angetrieben, die 1492 Pferdestärken leisteten und eine Höchstgeschwindigkeit von 15 Knoten ermöglichten. Das Schiff war mit acht Einender-Dampfkesseln ausgestattet. Der Dampfer konnte 520 Passagiere in der Kabinenklasse und 1.200 Passagiere in der Dritten Klasse transportieren.

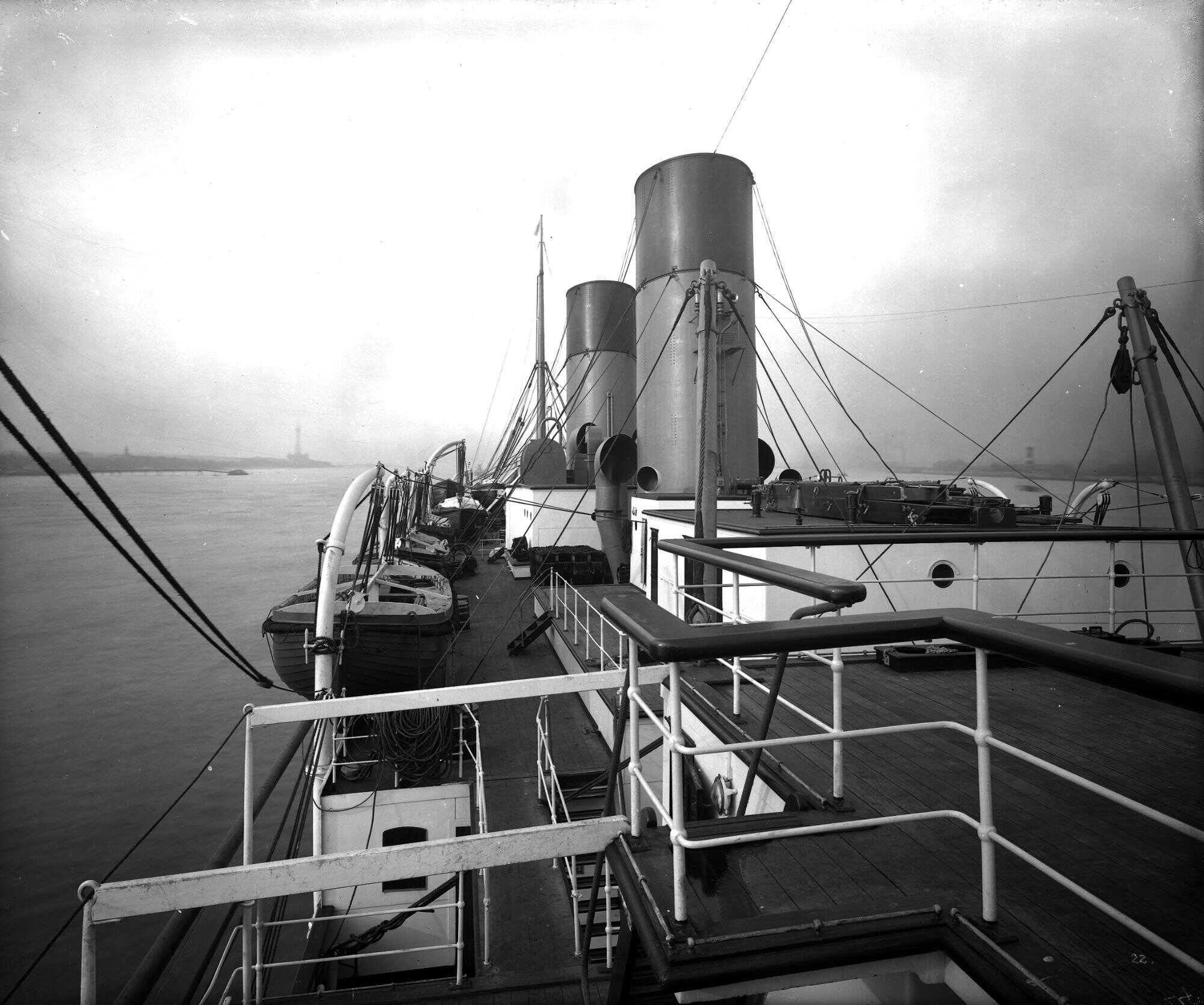
Bootsdeck der Missanabie (Oktober 1914).

Am 7. Oktober 1914 lief die Missanabie in Liverpool zu ihrer Jungfernfahrt nach Québec und Montreal aus. Auf dieser Strecke blieb sie auch während des Kriegs, wobei sie auch Truppen transportierte. Am 27. Februar 1917 landete sie beispielsweise das 257. Bataillon der Canadian Expeditionary Force in England.

## Versenkung
Am Sonntag, dem 8. September 1918 legte die Missanabie in Liverpool zu einer Überfahrt nach New York ab. Sie war auf dieser Fahrt Teil des Konvois OL36 und das einzige Schiff in dem Konvoi, das Passagiere und Post an Bord hatte. In der Mittagszeit des 9. September wurde der Dampfer von dem deutschen U-Boot UB 87 (Kapitänleutnant Karl Petri) 52 Seemeilen südöstlich von Daunt Rock bei Cork torpediert. Kurz danach schlug ein zweiter Torpedo ein. Die Maschinen der Missanabie konnten nicht gestoppt werden, und nach wenigen Minuten explodierte das Magazin des Schiffs.
Die Missanabie sank mit dem Heck voran. Wegen der Schräglage war es nicht möglich, die Rettungsboote in Bugnähe zu Wasser zu lassen. Nur die achtern gelegenen Boote konnten gefiert werden. Die Missanabie sank wenige Minuten nach dem Angriff fast senkrecht mit dem Heck voran. 45 Menschen kamen dabei ums Leben.
Das kanadische Department of Veterans Affairs (DVA) gibt 35 Tote an: Acht Seeleute, elf Stewards, die Stewardessen Jane Foster Johnstone und Mary Elizabeth Oliphant, sechs Köche, fünf Heizer, zwei Maschinisten und ein Kadett. Da das Department aber nur Angehörige der britischen Handelsmarine, also Besatzungsmitglieder, auflistet, wird davon ausgegangen, dass die übrigen zehn Personen Passagiere waren. Die Überlebenden wurden von der McCall, einem Zerstörer der United States Navy, aufgenommen. Die Missanabie war das größte von UB 87 versenkte Schiff. Das Wrack liegt in etwa 100 Metern Tiefe auf der Position 51° 11′ N, 7° 25′ W.